# Пако де Лусія
Пако де Лусія (ісп. Paco de Lucía, тобто Пако син Люсії, справжнє ім'я Francisco Gustavo Sánchez Gómez; 21 грудня 1947 — 25 лютого 2014) — іспанський гітарист і композитор стилю «нове фламенко». Він використовував традиційне фламенко, а також збагатив його новими елементами, насамперед з класичної музики та джазу. Пако де Лусія став міжнародно відомим 1973 року своєю композицією «Entre dos Aguas» і за життя вважався еталоном в іспанській гітарній музиці. Найбільшу популярність мають його записи 1970-х — 1980-х років.

## Життєпис
Походить з провінції Кадіс, що на півдні Іспанії. Був молодшим сином у родині з п'ятьох дітей. Батько грав на гітарі і в патіо його будинку часто збиралися і грали музиканти. Опанував почуття ритму швидше ніж оволодів гітарою. Грати на гітарі почав із 7 року життя. Його першим учителем був батько, який був дуже вимогливим і хотів зробити своїх синів великими артистами фламенко. Як більшість іспанців, з дитинства намагався грати на гітарі на слух, і лише у віці 44 років опанував нотну грамоту. Пако грав на гітарі по 12 годин на день. У віці 11 років уперше виступав публічно на радіостанції свого містечка, а вже за рік виборов спеціальний приз, змагаючись з іншими виконавцями фламенко. 1961 року вийшли перші 3 міні-альбоми з його братом Пепе.
Молодого і здібного гітариста помітили. У 1963 р. його, та його брата Пепе, запросили до команди танцюриста фламенко Хосе Греко. У 19 років Пако випустив свій перший музичний альбом. Пако де Лусія — сценічний псевдонім, де «Лусія» — це ім'я його матері. Почалася концертна діяльність гітариста. Проте справжній успіх прийшов 1974 року, коли вийшов альбом «Поміж двох вод» (Entre Dos Aguas) і його запросили виступити з фламенко на «класичній» сцені «Королівського театру» в Мадриді.

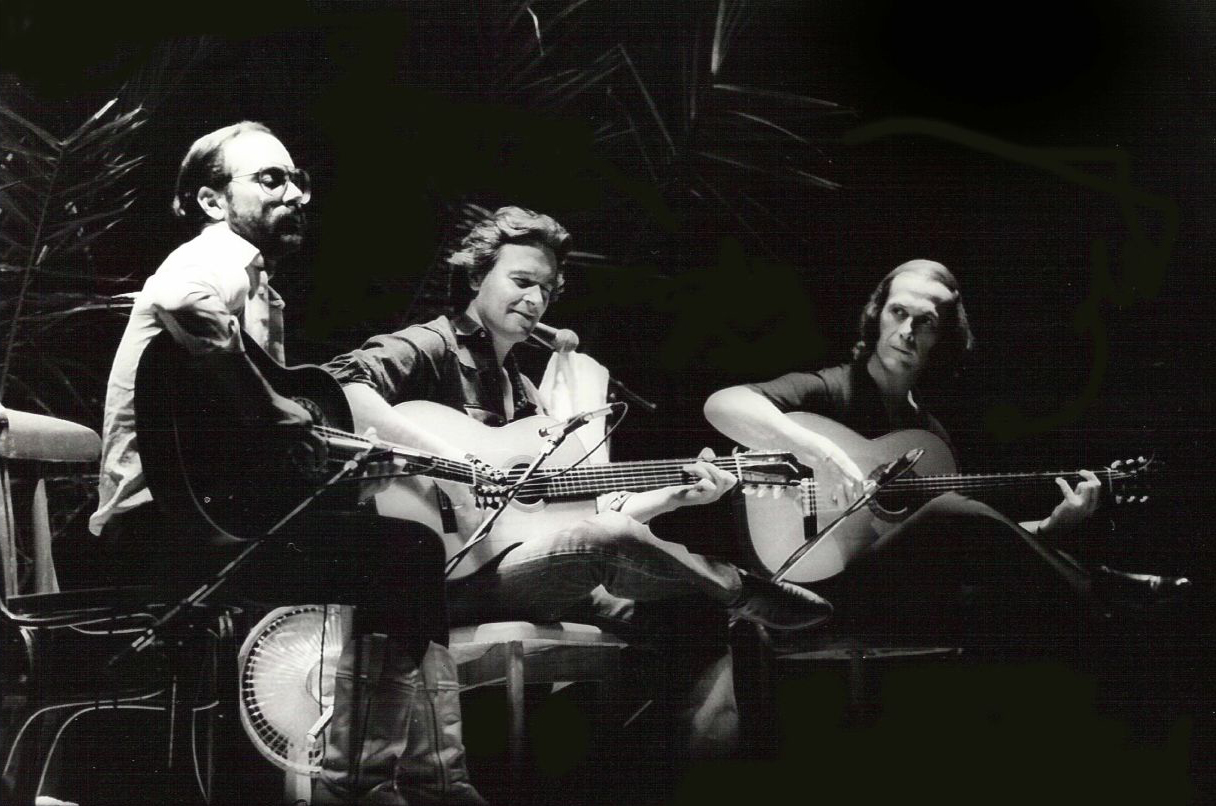
Ел ді Меола, Джон Маклафлін і Пако де Лусія

Пако Де Лусія вважають одним із засновників стилю «нове фламенко» — він почав змішувати музичні стилі класичного і сучасного фламенко з елементами джазу, року і блюзу. Виступав разом з іншими гітаристами, до тріо входили — Ел Ді Меола та Джон Маклафлін.
Виконавський стиль Пако де Лусія мав значний вплив на низку сучасних музикантів, представників стилю «нове фламенко», серед яких Армік (Armik), Ель Ніньйо де Пура (El Niño De Pura), Вінсенте Аміго (Vicente Amigo), Томатіто (Tomatito).
У доробку музиканта більше 30 музичних дисків. Альбом 1981 року «Friday Night in San Francisco» розійшовся тиражем більше мільйона примірників.
2004 року найяскравіший виконавець музики фламенко виграв Премію Принца Астурійського в категорії Мистецтво (ісп. Premio Príncipe de Asturias de las Artes), а 2010 року отримав почесний докторський ступінь Музичного коледжу Берклі (англ. Berklee College of Music) у Бостоні.
Помер 25 лютого 2014 на 67 році життя внаслідок серцевого нападу на пляжі біля міста Канкуна (Мексика).

## Дискографія

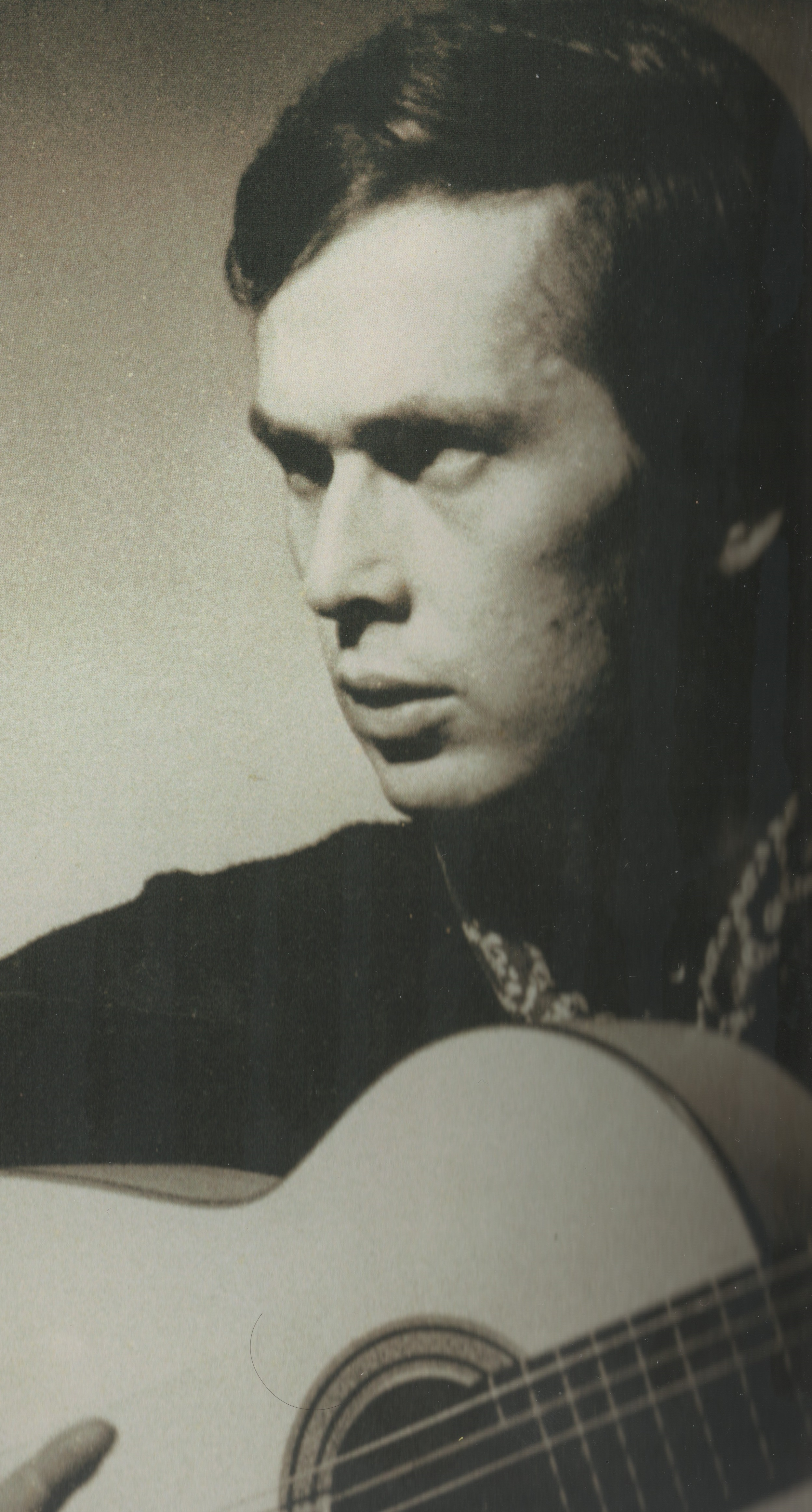
Пако де Лусія. 1972

- 1965: Dos guitarras flamencas von Ricardo Modrego
- 1965: Dos guitarras flamencas en stereo von Ricardo Modrego
- 1965: Doce canciones de García Lorca para guitarra von Ricardo Modrego
- 1967: Dos guitarras flamencas en America Latina von Ramón de Algeciras
- 1967: Canciones andaluzas para dos quitarras von Ramón de Algeciras
- 1967: La fabulosa guitarra de Paco de Lucía
- 1969: Hispanoamerica
- 1969: Fantasía flamenca
- 1971: Recital de guitarra
- 1972: El duende flamenco
- 1972: soy grande por ser gitano, mit Camarón de la Isla
- 1973: Fuente y caudal
- 1975: En vivo desde el teatro real, Live-Aufnahme aus dem Teatro Real
- 1976: Almoraima, mit maurischem Einfluss und einer virtuosen Sevillana (Cobre)
- 1978: Interpreta a Manuel de Falla
- 1981: Castro Marín
- 1981: Friday Night in San Francisco, mit Al di Meola und John McLaughlin (Musiker) (kein Flamenco, viel Improvisation)
- 1981: Solo quiero caminar — The Paco de Lucia Sextett
- 1983: Passion, grace and fire von Al Di Meola y John McLaughlin
- 1984: Live one summer night Paco de Lucia Sextett
- 1986: Entre dos aguas
- 1987: Siroco
- 1988: Sound Patio — Flamenco Guitar
- 1990: Zyryab
- 1991: Concierto de Aranjuez von Joaquín Rodrigo (Klassik, mit dem Orquesta de Cadaques unter der Leitung von Edmon Colomer)
- 1993: Live in America Paco de Lucia Sextett
- 1996: The guitar trio mit Al Di Meola und John McLaughlin
- 1997: Canciones andaluzas para dos quitarras Paco de Lucía und Ramón de Algeciras
- 1998: Luzia
- 2004: Cositas Buenas

## Фільмографія

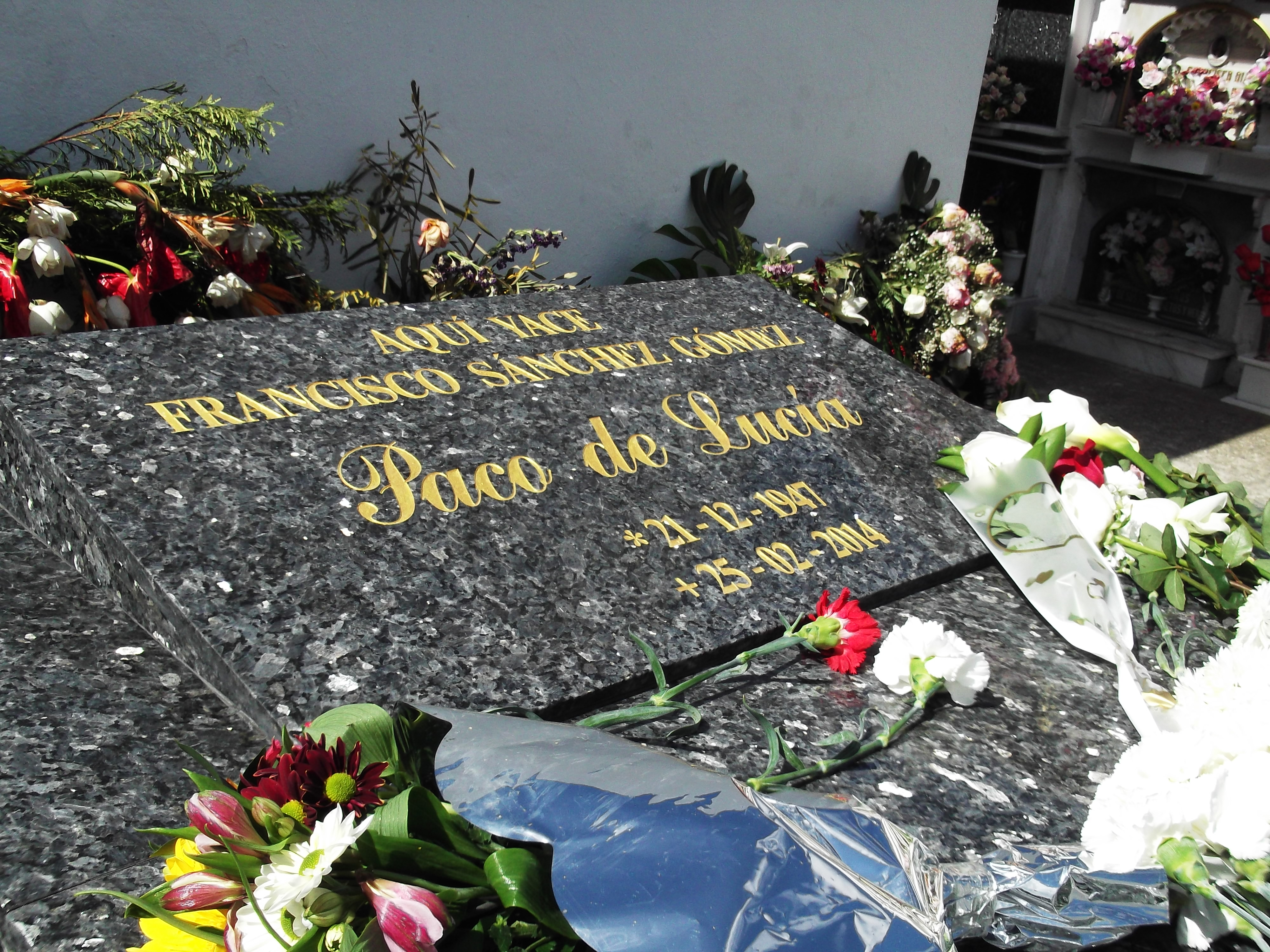
Франциско Санчес Гомес.
Надгробок «Пако де Лусія»
на міському кладовищі Альхесірас

- 1983: Carmen[5]

## Визнання
- Кавалер Премії Принца Астурійського (2004)